# Sportspel
Sportspel kallas datorspel som handlar om någon typ av sport. Kända utvecklare av sportspel är EA Sports, som har årliga återkommande spelserier som NHL Hockey (ishockey), FIFA Football (fotboll) och så vidare.
Oftast är sportspelen antingen inriktade på simulation eller arkad, skillnaden innebär att en simulation satsar mer på att spelaren ska känna sig som att han själv utövar sporten, och kräver oftast att denne är insatt i sporten i fråga. Arkadvarianten syftar mer på att spelaren snabbt ska kunna sätta sig in i spelet och att alla ska kunna ha kul av det oavsett hur insatta i sporten de är.

## Sporter
Sportspel är ofta baserade på lagspel, och spelare kontrollerar ett helt lag. En populär sport att göra dator- och TV-spel av är fotboll, eftersom fotboll är en mycket populär sport i hela världen och väldigt många har provat på sporten någon gång, oavsett om det skett i en fotbollsklubb eller på raster och skolgymnastiken. Många är mer eller mindre insatta i fotboll, eftersom det ofta sänds i radio och TV och många som inte tittar på sport annars tittar på stora internationella fotbollsturneringar. Vissa sportspel är bara baserade på sporter som är populära i vissa delar av världen, till exempel amerikansk fotboll eller baseboll. Sådana spel slår ofta i USA men blir sällan populära i länder som till exempel Sverige, där amerikansk fotboll och baseboll aldrig varit några större sporter.
Spel som skildrar individuella grenar, till exempel friidrott och skidåkning, har ofta kritiserats för att ha svår spelkontroll.
Ett mer ovanligt sportspel är Tecmo Cup Soccer Game till NES från 1990. Spelet är ett fotbollsspel där spelkontrollen är upplagd som RPG, med textkommandon istället för direkta kommandon.

## Socialt spelande
Många tycker att sportspel ger den bästa känslan då man spelar mot varandra. Under 1970- och 80-talen, samt början av 1990-talet, då dator- och TV-spel fortfarande huvudsakligen ansågs vara för barn under 12 år, blev sportspelen ofta de spel som även gick hem hos äldre människor, eftersom det handlade om något de kände till, till skillnad från till exempel actionspel baserat på serietidningar som barnen läste. I debatten om våldsamma spel nämner många sportspel som ett "trevligare alternativ" till "våldsspel".